# 8字型线

8字型线

8字型线（figure-eight curve）也稱為赫羅諾雙紐線（lemniscate of Gerono）或惠更斯雙紐線（lemniscate of Huygens），是四階、几何亏格為0的代數曲線，其外形為類似8或是無限大符號的雙紐線。方程式為
{\displaystyle x^{4}-x^{2}+y^{2}=0.}
卡米爾-克里斯托夫·赫羅諾曾研究過此一曲線。
因為曲線的亏格為零，因此可以用有理函數來參數化，其中一種參數化的結果為
{\displaystyle x={\frac {t^{2}-1}{t^{2}+1}},\ y={\frac {2t(t^{2}-1)}{(t^{2}+1)^{2}}}.}
另一種表示方式為
{\displaystyle x=\cos \varphi ,\ y=\sin \varphi \,\cos \varphi =\sin(2\varphi )/2}
可以看到這種雙紐線也是利萨茹曲线中的一種特例。
8字型线的對偶曲線（參見Plücker公式）和8字型线的特性不同，其方程式為

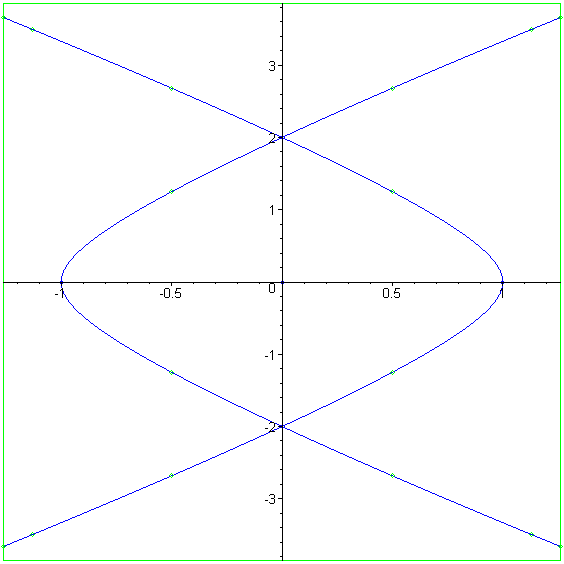
8字型线的對偶曲線

{\displaystyle (x^{2}-y^{2})^{3}+8y^{4}+20x^{2}y^{2}-x^{4}-16y^{2}=0.}

## 外部連結
- 約翰·J·奧康納; 埃德蒙·F·羅伯遜, ,  （英语）